# デヴィッド・グレイ (サッカー選手)
デビッド・ピーター・グレイ（英語: David Peter Gray、1988年5月4日 - ）は、スコットランド出身の元サッカー選手。現役時代のポジションはDF。

## 所属クラブ
- マンチェスター・ユナイテッドFC 2005-2010

→ ロイヤル・アントワープFC 2006-2007 (loan)
→ クルー・アレクサンドラFC 2007 (loan)
→ プリマス・アーガイルFC 2009 (loan)
→ プリマス・アーガイルFC 2009-2010 (loan)
- プレストン・ノースエンドFC 2010-2012
- スティヴネイジFC 2012-2014
- バートン・アルビオンFC 2014
- ハイバーニアンFC 2014-2021